# Juan Camilo Pinzón
Juan Camilo Pinzón (Bogotá, 24 de marzo de 1974) es un director de cine y televisión, escritor y showrunner con amplia y exitosa trayectoria al interior de importantes compañías productoras como Netflix International Studios, Sony Pictures, Caracol Televisión y RCN Televisión, entre otras, donde ha tenido a su cargo múltiples proyectos como director general, Productor Ejecutivo y Head Writer de dramas, comedias y series originales para Colombia y Latam. 
Nominado y premiado por diversos festivales internacionales de cine y TV en reconocimiento a la calidad de sus proyectos y al impecable manejo de personajes, historias y atmósferas. 
Actualmente, es el director con el récord de Box Office más exitoso en la historia de la cinematografía colombiana según estadísticas del Ministerio de Cultura de Colombia, gracias a su narrativa contundente y conectada con los gustos del público masivo en cine y televisión. 
Su filmografía no solo se destaca por el recurrente éxito frente a las audiencias masivas, sino también, por la diversidad de géneros narrados y la calidad en la realización final de las producciones. Series de época, comedias románticas, dramas de guerra, comedias negras, series biográficas, documentales y melodramas clásicos, componen gran parte de la producción creativa del director. Las historias dirigidas para TV han ocupado los primeros lugares de sintonía en la franja prime time colombiana de forma reiterada y han sido exportadas a numerosas pantallas alrededor del mundo. 
Juan Camilo Pinzón ha sido nominado en las categorías Best Director, Best Feature Film, Best Narrative, Best Production for TV y premiado por Florence Film Festival (Italia), Polish International Film Festival (Polonia), ARFF® Amsterdam International Film Festival (Holanda), Buenos Aires International Film Festival (Argentina), ATLFF® Atlanta Film Festival (USA), Los Angeles Film Awards (USA), Festival Internacional de Cine de Cartagena de Indias (Colombia), Premios TV y Novelas (México y Colombia) y Promax BDA Awards (Argentina), entre otros reconocimientos. 
Actualmente dirige el desarrollo de contenidos, formatos y series originales para Sevenwest Films, su estudio de diseño audiovisual en los Estados Unidos y Colombia. 

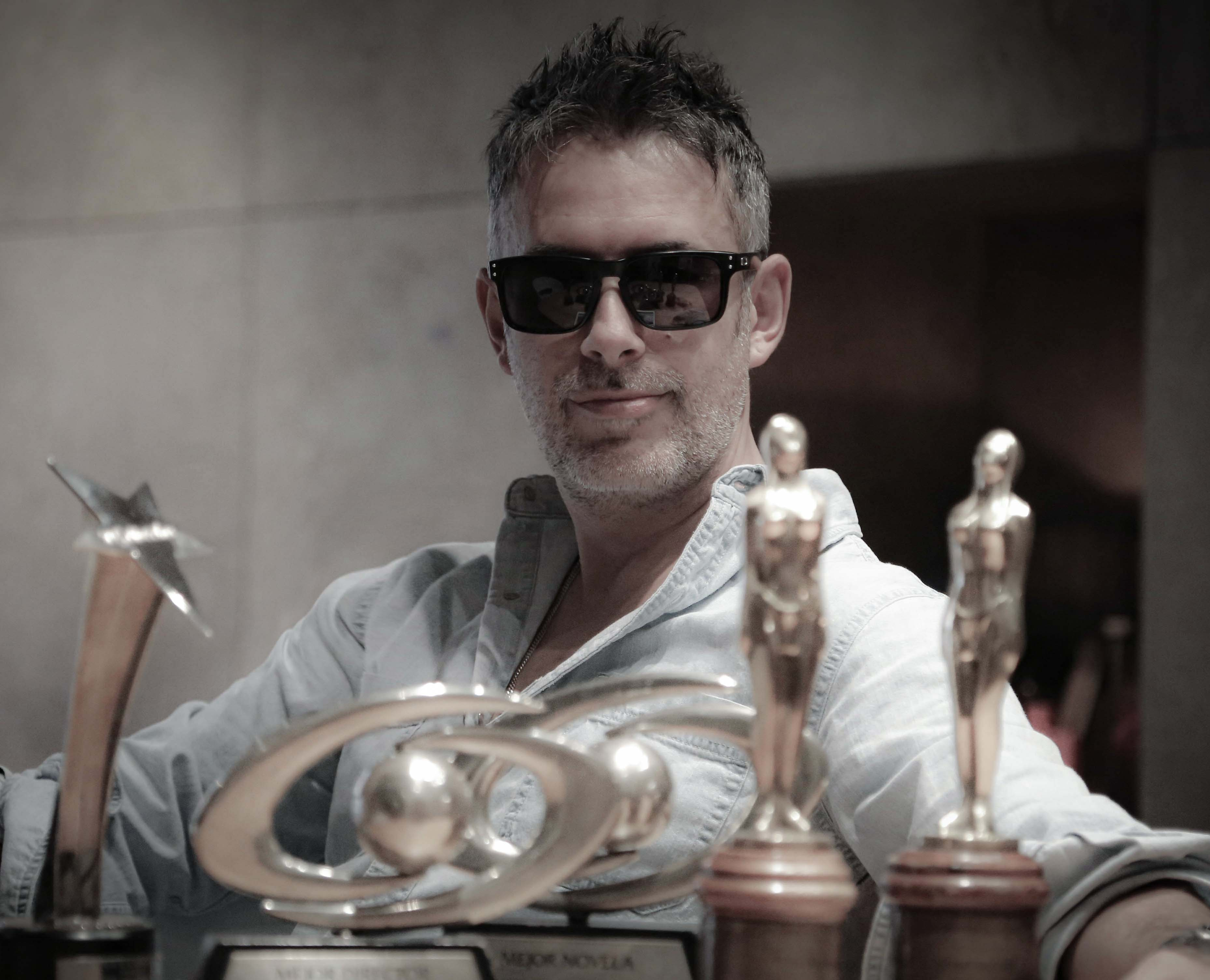

Ha dirigido películas exitosas en la taquilla colombiana como Polvo carnavalero (2016), El coco (2016), El paseo 4  (2016) y Uno al año no hace daño (2014).

## Filmografía

### Televisión
- Chichipatos (2020)
- Polvo carnavalero (2017)
- Laura, la santa colombiana (2015)
- La hipocondríaca  (2013)
- La ruta blanca  (2012)
- El secretario  (2011)
- Tierra de cantores  (2010)
- Verano en Venecia  (2009)
- En los tacones de Eva  (2006)
- Desafío 2004  (2004)
- Dora, la celadora  (2003)
- Pecados capitales  (2002)
- María Madrugada  (2001)

### Cine
- Los Ajenos Fútbol Club (2019)
- El coco 2  (2017)
- El lamento (2016)
- Polvo carnavalero (2016)
- El coco  (2016)
- El paseo 4  (2016)
- Uno al año no hace daño  (2014)
- El paseo 3  (2013)
- In fraganti  (2009)
- Popstars  (2002)